# Vlákno PA56

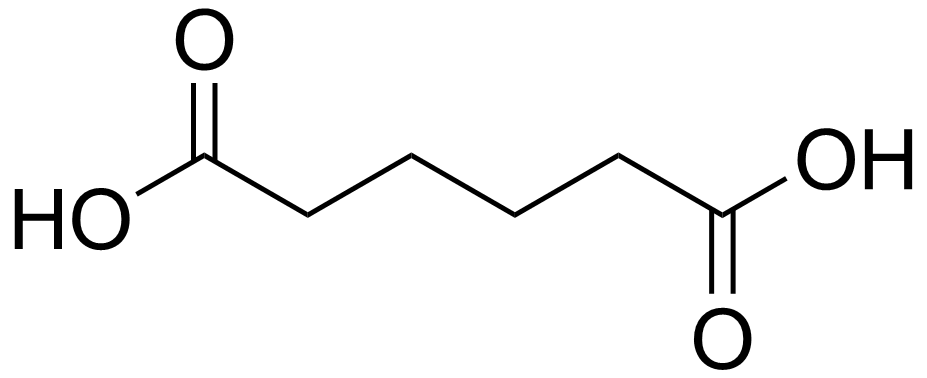
Chemická struktura: kadaverin (horní nákres) a kyselina adipová (dolní nákres)

Vlákno PA56 je biologický výrobek z polyamidové sloučeniny kadaverinu a kyseliny adipové.

## Historie
Čínská firma Cathay Biotech založená v roce 1997 se zabývá od začátku své existence (v konkurenci s více než 10 výrobci umělých vláken ve světě) vývojem biopolymerních vláken. Na vynálezy v tomto oboru vlastní asi 60 patentů.
V úzké spolupráci s výzkumným ústavem šanghajské univerzity Donghua vyvinula firma do roku 2013 technologii výroby polyamidového biovlákna PA56 včetně přípravy surovin a v roce 2015 byla zahájena v Šanghaji (jako první na světě) průmyslová výroba polyamidového bio-vlákna s obchodní značkou TERRYL®  s roční kapacitou 50 kilotun. V roce 2022 oznámila Cathay Biotech zvýšení kapacity na 100 kilotun a investici několika miliard USD do průmyslového parku ve střední Číně, kde se mají vyrábět mimo jiné biologické polyamidy v řádovém množství 1 milionu tun ročně.

## Způsob výroby vláken
Surovina pro zvlákňování se připravje mísením fermentovaného biologicky založeného kadaverinu s  adipickou kyselinou (na bázi nafty). Účinnost kadaverinu se zvyšuje  genetickou editací enzymy. 
Vzniklá látka PA56  se zpracovává na multifilament mokrým zvlákňováním s cca trojnásobným dloužením, odváděcí rychlost dosahuje 3200 m/min.  Kontinuální linka sestává  z výrobních stupňů: fermentace, biologická purifikace, polymeriace a zvlákňování.

### Finální úprava
Vlákna Terryl se dodávají jako
- multifilamenty FDY ( zcela dloužené) 44 dtex/24f a 85 dtex/48f
- filamenty DTY ( tvarované) 22 dtex/10f a 85 dtex/96f
- filamenty ve speciálním provedení s použitím na koberce, pneumatikové kordy, airbagy, dopravní pásy, šicí nitě aj.
- stříž 1,7 dtex/38 mm nebo 2,8 dtex/51 mm[6]

Údaje o ekonomice výroby ani o prodejních cenách vláken nebyly dosud (2024) zveřejněny.

## Vlastnosti a použití
PA56 přináší ekologické výhody v tom, že obsahuje průměrně 47 % obnovitelného uhlíku, degraduje při cca 400 °C a  při výrobě jsou na každou tunu vlákna emise CO2 o 4,3 tuny nižší než u porovnatelného standardního výrobku. 
Chemická struktura PA56 je téměř stejná jako u polyamidová vlákna polyamidu PA 66 (vyrobeného z nafty). Následující tabulka přináší porovnání fyzikálních vlastnosti některých speciálních vláken PA56 a (standardních) polyamidových vláken PA66:
| Použití        | Techno- logie | Jemnost (dtex) | Pevnost (cN/tex) | Tažnost (%) | Sráživost (%) |
| Pneumat. kordy | PA66 PA56     | 933 938        | >8,3 >8,5        | 19,0 18,4   | 6,2 7,2       |
| Airbagy        | PA66 PA56     | 466 465        | >8,0 >8,2        | 20,0 21,0   | 5,0 5,5       |
| Doprav. pásy   | PA66 PA56     | 1400 1390      | >117 >120        | 19,0 20,0   | 7,0 6,5       |
| Šicí nitě      | PA66 PA56     | 113 112        | >7,2 >7,5        | 20,0 21,0   | 6,5           |

K dalším vlastnostem patří: dobrá zvláknitelnost, snadné barvení, tavný bod 250–260 °C, navlhavost 3,5 %,  hořlavost LOI 28 %

### Použití
Výrobce vlákna uvádí: technické, oděvní a bytové textilie a brašnářské zboží 

## Souvisejí články
Biopolymerní vlákna, Polyamidová vlákna, Plasty se zkrácenou životností